# Lactarius acris
Lactarius acris este o specie de ciuperci necomestibile din încrengătura Basidiomycota în familia Russulaceae și de genul Lactarius, denumită în popor burete acru sau bureți acri. Acest burete, devenit foarte rar, coabitează, fiind un simbiont micoriza (formează micorize pe rădăcinile arborilor). În România, Basarabia și Bucovina de Nord crește solitar sau în grupuri mici preferat pe sol calcaros în păduri de foioase și luminișuri aproape numai sub fagi, foarte rar de asemenea în simbioză cu carpeni și stejari. Apare de la câmpie la munte, din (iunie) iulie până în octombrie (noiembrie).

## Taxonomie

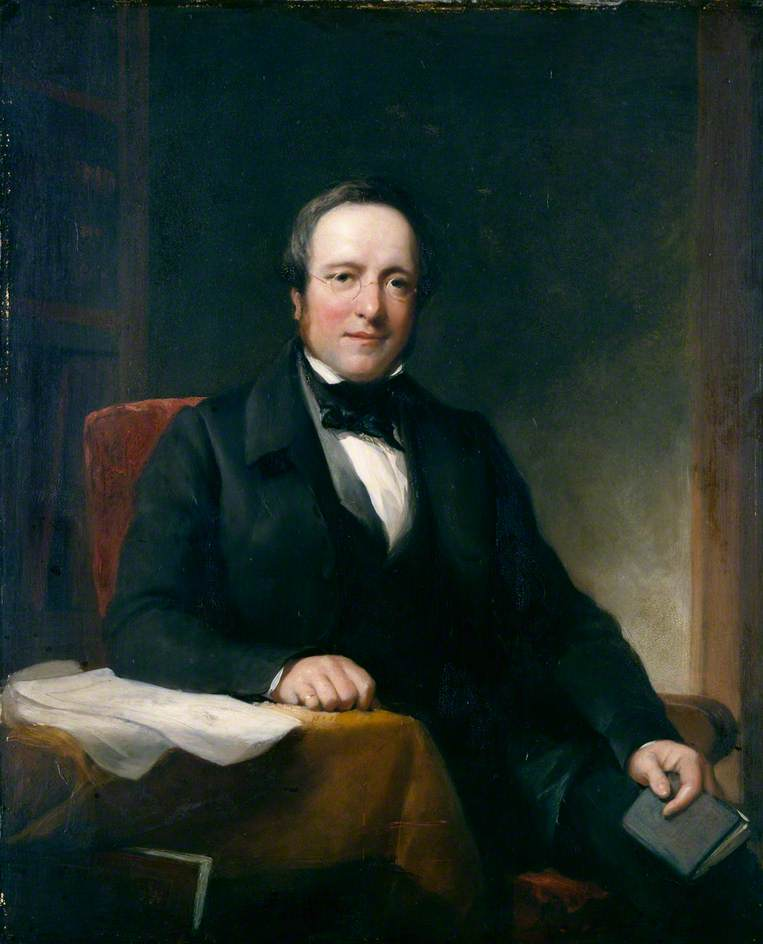
Samuel Frederick Gray

Specia a fost descrisă pentru prima dată ca Agaricus alneti de consilierul de curte și medicul personal austriac Karl von Krapf, în volumul 2 al lucrării sale Ausführliche Beschreibung der Schwämme în 1782, dar probabil nu conform nomenclaturii a lui Carl von Linné.
Numele binomial valabil Agaricus acris a fost creat de micologul englez James Bolton și publicat în volumul 2 al operei sale An History of Fungusses, Growing about Halifax din 1788. În 1821, micologul de asemenea englez Samuel Frederick Gray a transferat specia sub păstrarea epitetului la genul Lactarius , de verificat în volumul 1 al operei sale A natural arrangement of British plants. Toate celelalte încercări de taxonare nu sunt folosite și pot fi neglijate.
Epitetul specific este derivat din cuvântul latin (latină acris=iute, arzător, înțepător, ascuțit), datorită gustului.

## Descriere

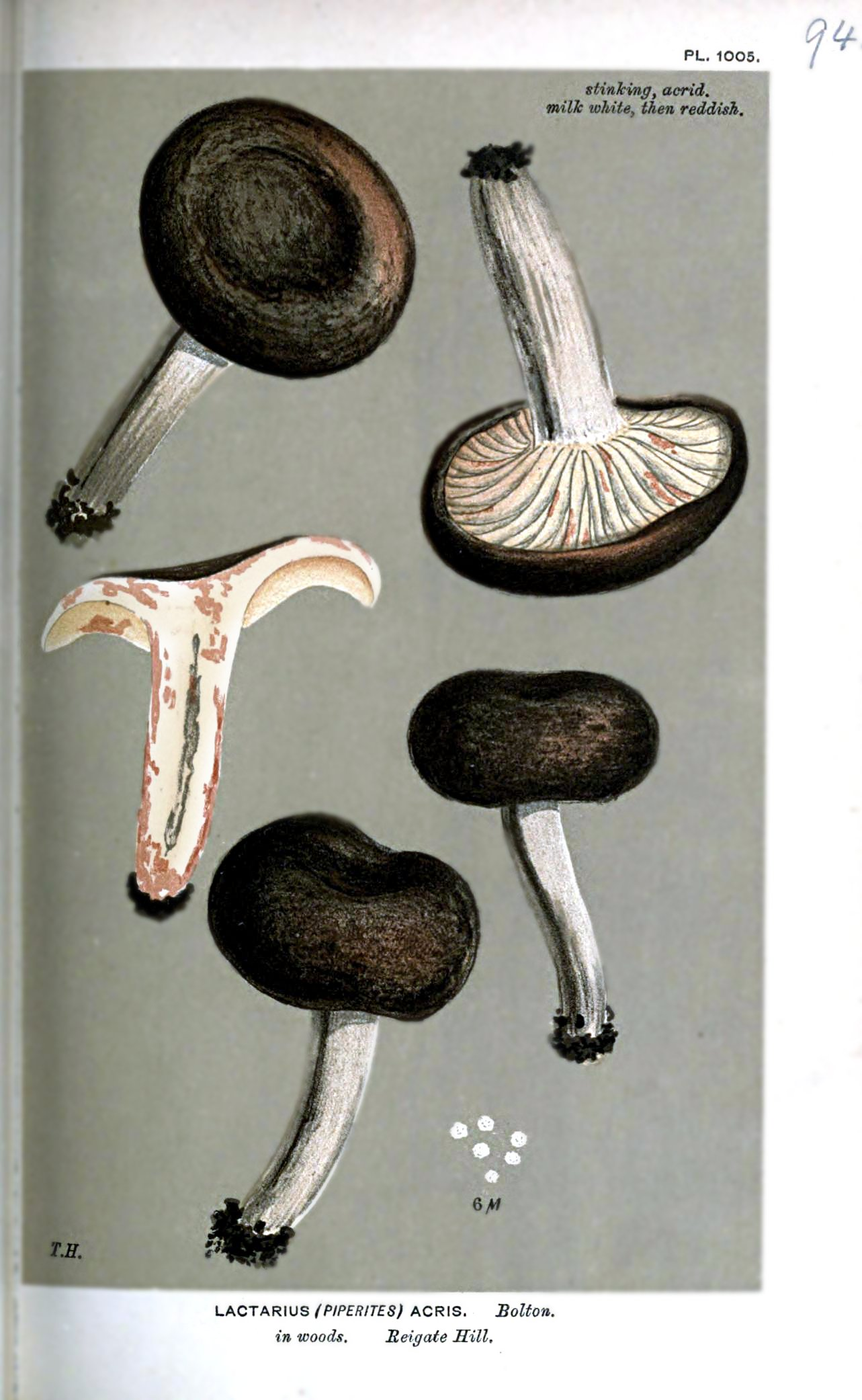
Cooke: Lactarius acris

- Pălăria: are un diametru de 3–11 (14) cm, este destul de cărnoasă, fragilă, inițial boltită cu marginea răsfrântă spre inferior, mai târziu aplatizată cu marginea subțire, adesea neregulată și ondulată, în centru adâncită până în formă de pâlnie și câteodată prevăzută cu o papilă respectiv o mică cocoașă turtită. Cuticula este netedă până ușor catifelată, mai întâi umedă și lipicios-unsuroasă, apoi uscată, zonată vag precum încrețită radial spre margine. Coloritul este în tinerețe albicios până crem, ocazional brun-rozaliu, la maturitate în diverse nuanțe de brun, fiind în mijloc adesea mai deschis și decolorându-se în vârstă gri-brun
- Lamelele: sunt destul de subțiri, nu prea dense, bombate, cu lame intercalate și unele puține bifurcate, fiind la început dințat aderate la picior, iar cu avansarea la maturitate decurente. Coloritul este în tinerețe aproape albicios până palid gălbui, devenind cu timpul ocru sau ocru-gălbui.
- Piciorul: are o înălțime de 4-7 cm și o grosime de 1-2,5 cm, este neted, uscat, cilindric, adesea ușor îngroșat spre pălărie și subțiat sau neregulat turtit spre bază, inițial plin, apoi gol pe dinăuntru. Suprafața, la început complet alb brumată, este albicioasă, mai târziu de un colorit palid gri-ocru sau gri-rozaliu. Nu prezintă o zonă inelară.
- Carnea: destul de compactă și albicioasă, dar se decolorează tăiată sau după o leziune repede rozaliu-roșiatic până carneu. Mirosul este slab, dar neplăcut chimic, iar gustul în primul moment inofensiv, devenind foarte repede extrem de iute.
- Laptele: curge abundent, este la început albicios, dar schimbă după numai câteva secunde în rozaliu-roșcat, devenind odată uscată din nou albicioasă. Gustul este același ca cel al cârnii, după câteva minute asemănător celui de pește.[3][4]
- Caracteristici microscopice: are spori rotunjori, ușor amiloizi (ce înseamnă colorabilitatea structurilor tisulare folosind reactivi de iod), hialini (translucizi), acoperiți cu crestături proporționate precum țepi izolați și reticulați de până la 1,8 µm, având o mărime de 7,0-8,7 x 6,6-8,1 microni. Pulberea lor este ocru-gălbuie. Basidiile cu în mod normal 4 sterigme fiecare sunt cuneiforme, ceva bulboase și măsoară 40-57 × 10-12 microni. Muchiile lamelelor sunt sterile, dar există multe paracistide translucide, fusiforme sau multiforme și în vârf ascuțite de 25-50 µm x 4-7 microni. Pleurocistidele și cheilocistidele lipsesc. Cuticula constă din hife ascendente, cilindrice până clavate și parțial strâmbate a căror capete măsoară 10-40 µm x 3-6 microni. fiind inserate într-un strat cleios. Între ele se află câteva pseudocistide de  10-25 x 7-12 µm.[9]
- Reacții chimice: nu sunt cunoscute.[3][4]

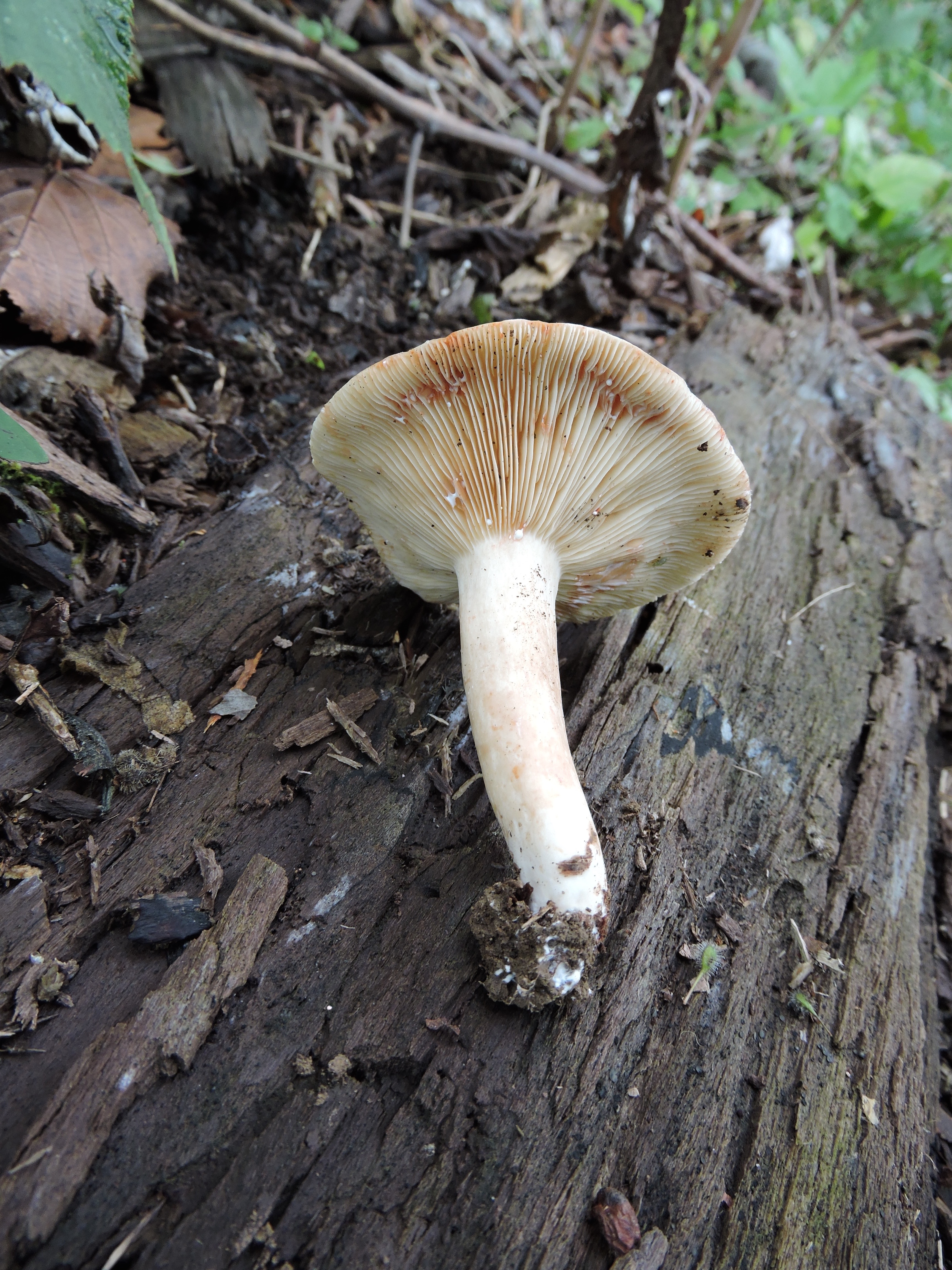
L. acris, lamele, suc și picior

## Confuzii
Această ciupercă poate fi confundată preponderent cu specii asemănătoare, în majoritate necomestibile sau otrăvitoare, cu toate foarte iute. Exemple sunt: Lactarius albocarneus (necomestibil), Lactarius azonites (necomestibil), Lactarius blennius (necomestibil), Lactarius circellatus (necomestibil), Lactarius decipiens (necomestibil), Lactarius flexuosus (necomestibil), Lactarius fluens (necomestibil), Lactarius fuliginosus (necomestibil, lapte iute, cu coloritul cuticulei mai deschis, se dezvoltă aproape numai în păduri de foioase), Lactarius fulvissimus (comestibil), Lactarius glyciosmus (condiționat comestibil), Lactarius pubescens (otrăvitor), Lactarius pyrogalus (necomestibil), Lactarius rufus (necomestibil), Lactarius trivialis (necomestibil),Lactarius turpis (posibil letal), Lactarius uvidus (necomestibil), Lactarius vietus (necomestibil) și Lactarius zonarius (necomestibil).

## Specii asemănătoare în imagini

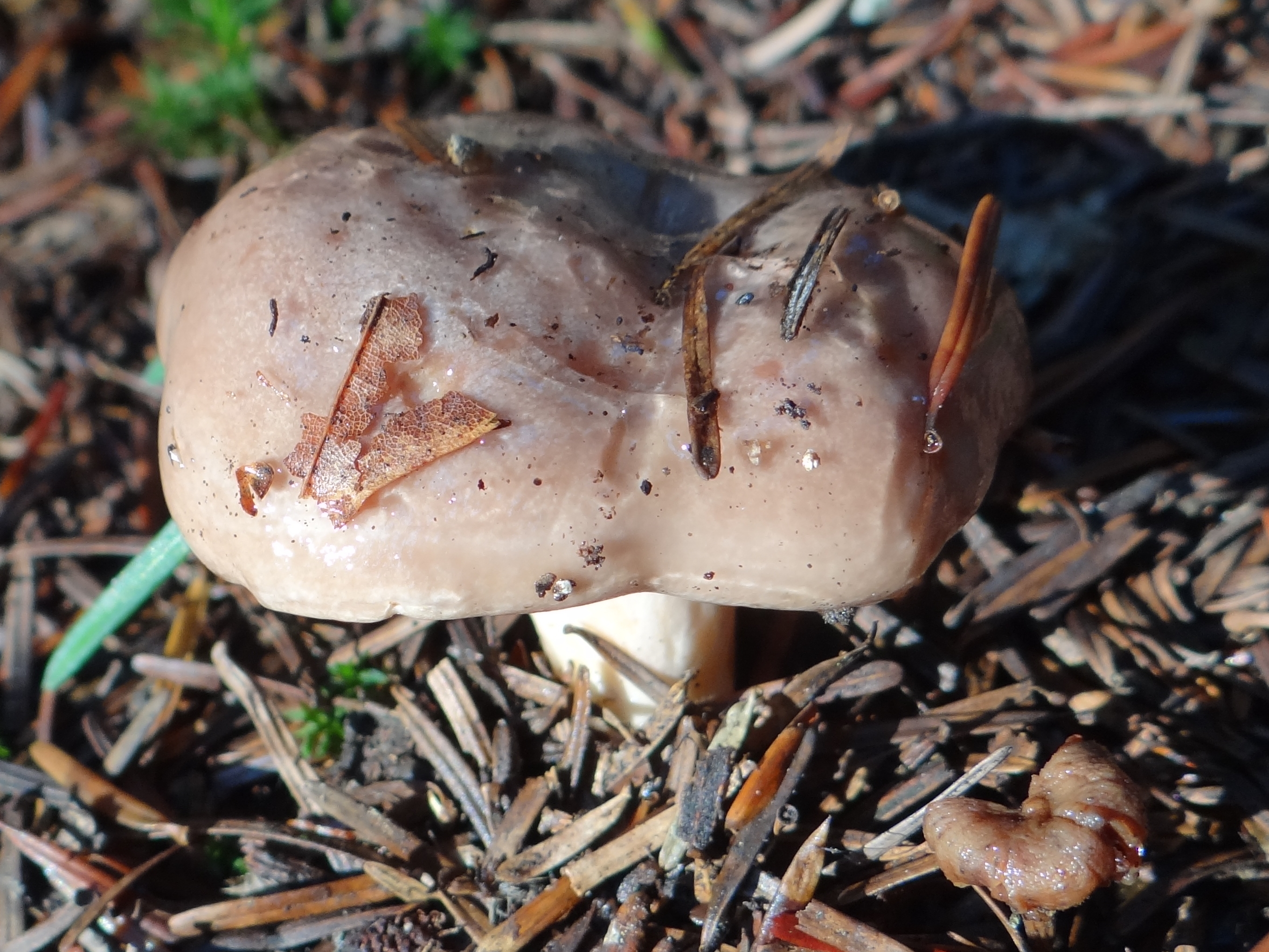
!Lactarius albocarneus!
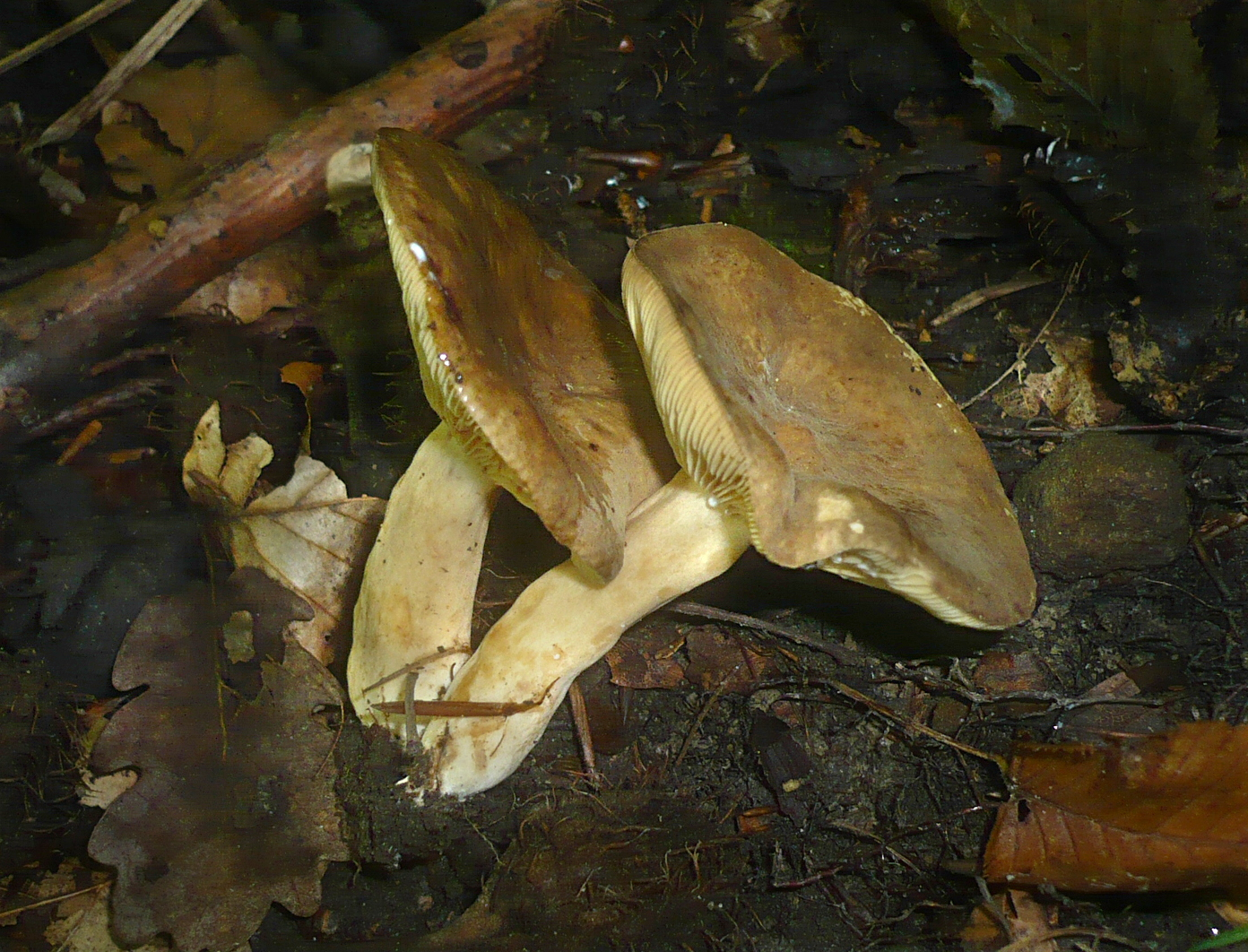
!Lactarius azonites!
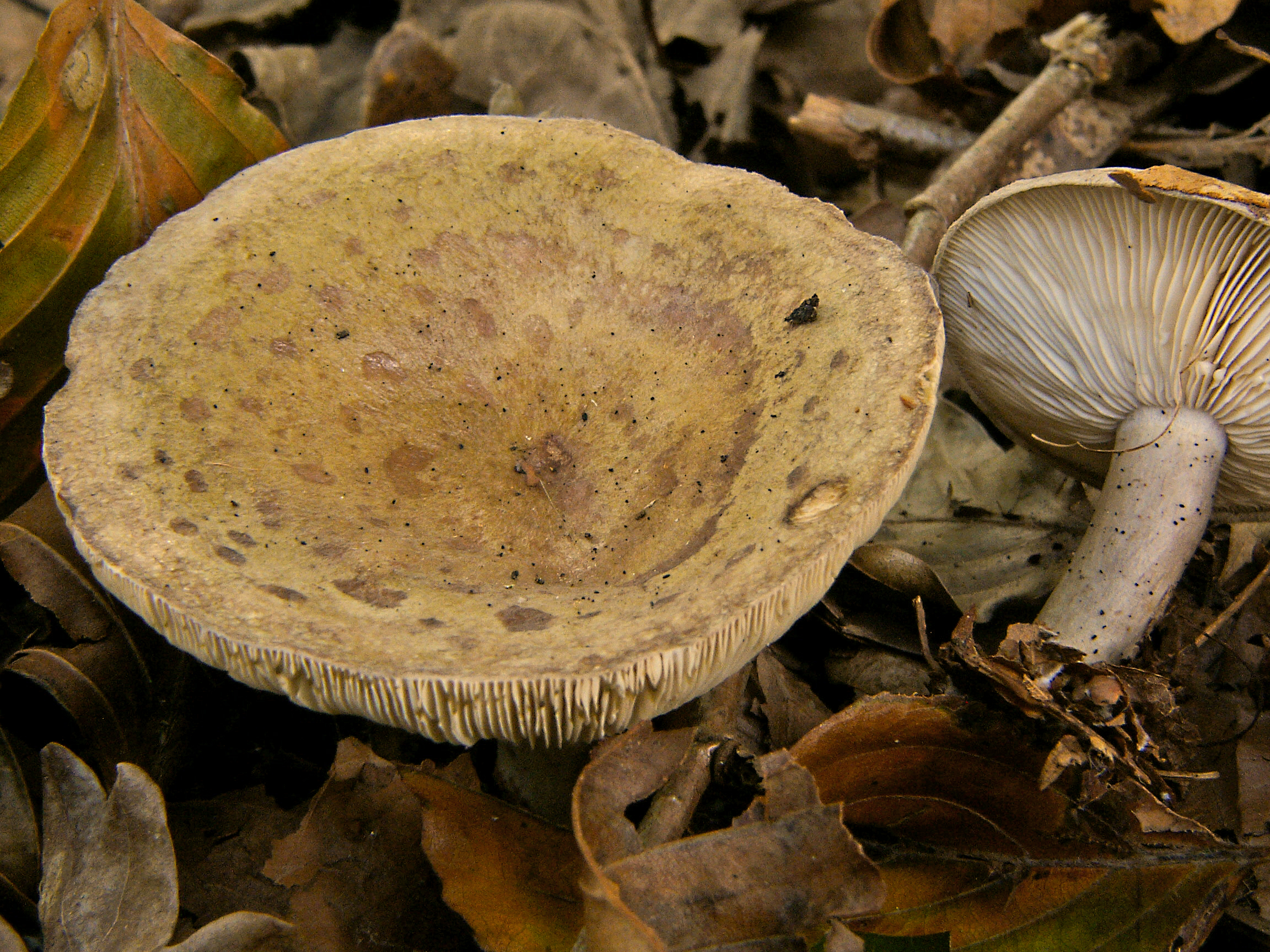
!Lactarius blennius!
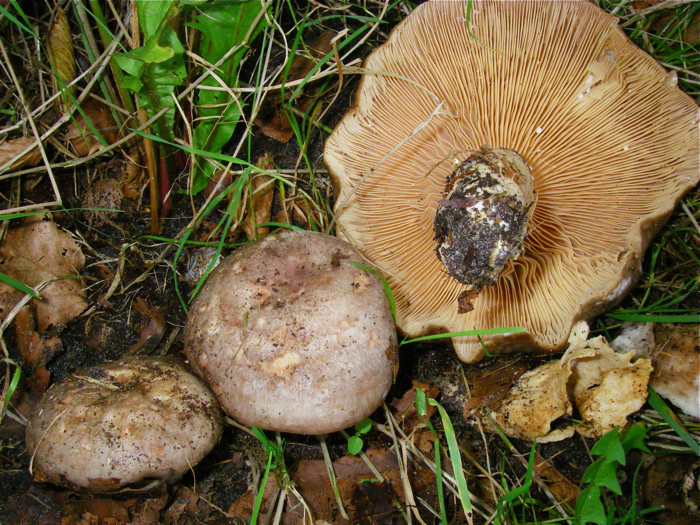
!Lactarius circellatus!
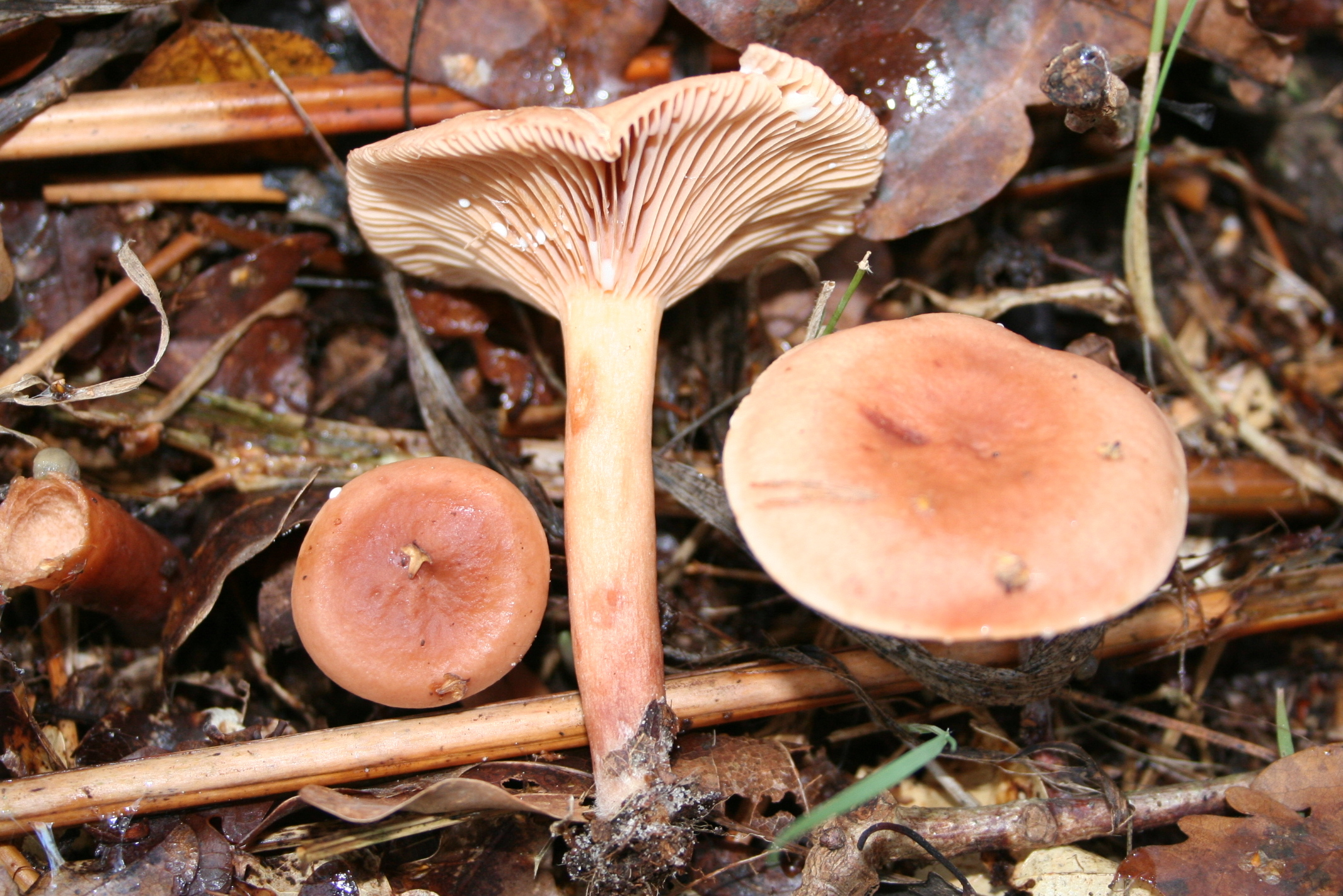
! Lactarius decipiens!
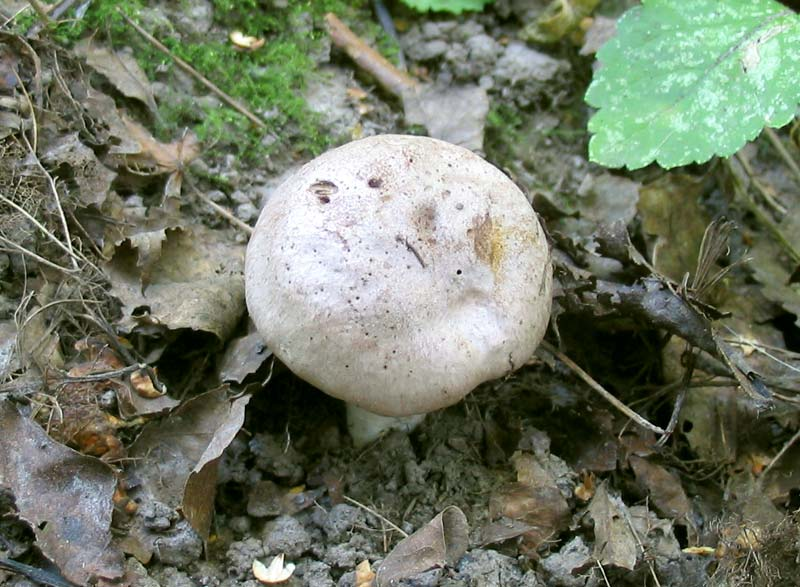
!Lactarius flexuosus!
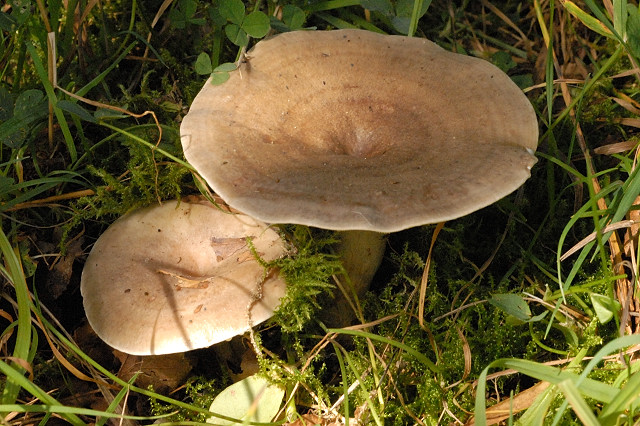
!Lactarius fluens!
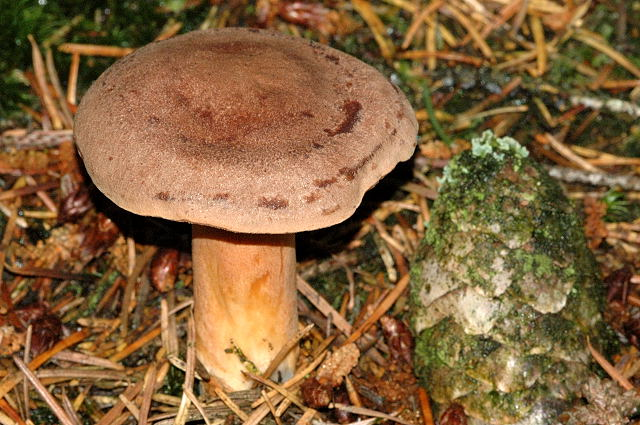
Lactarius fulvissimus
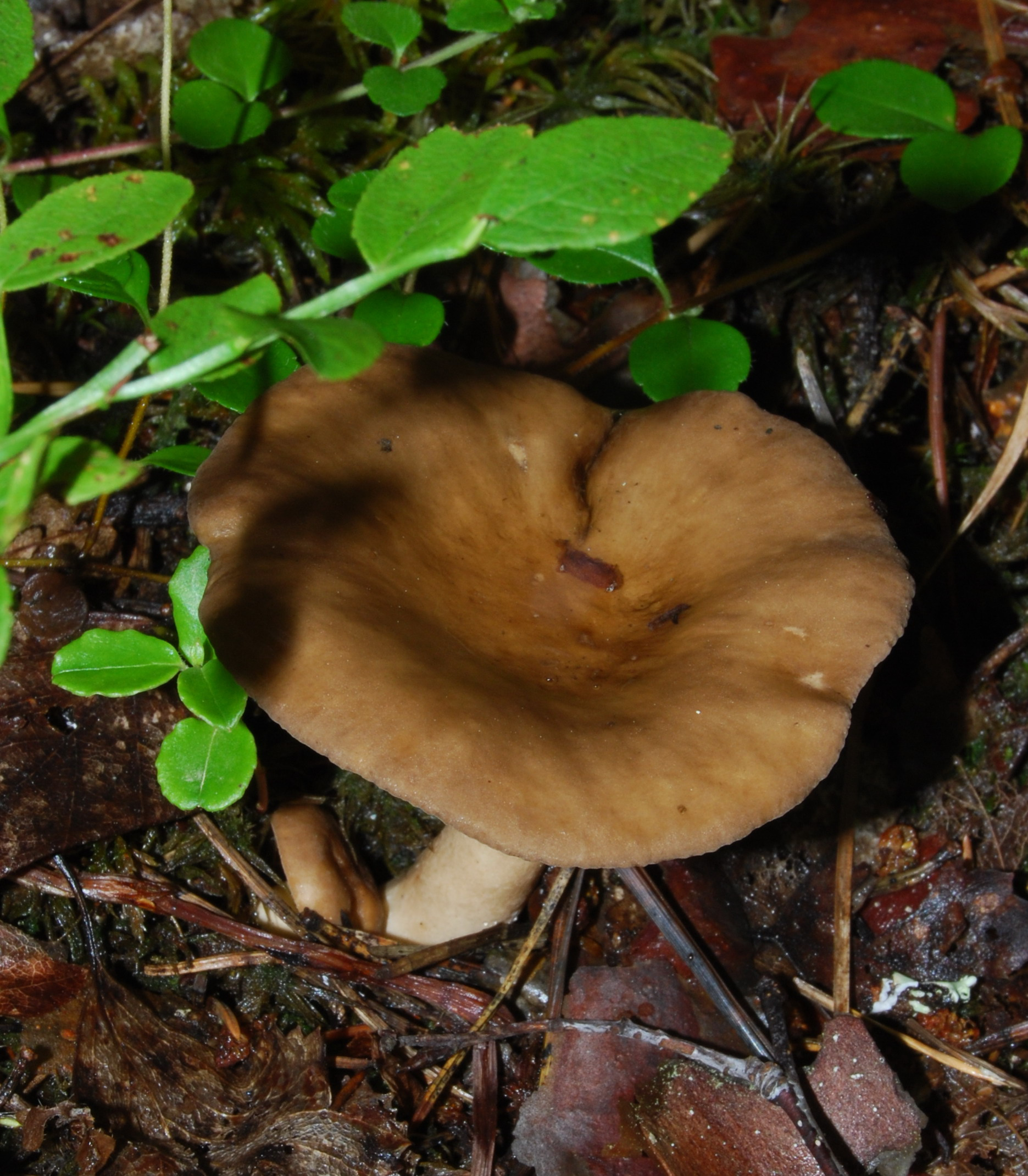
!Lactarius fuliginosus!
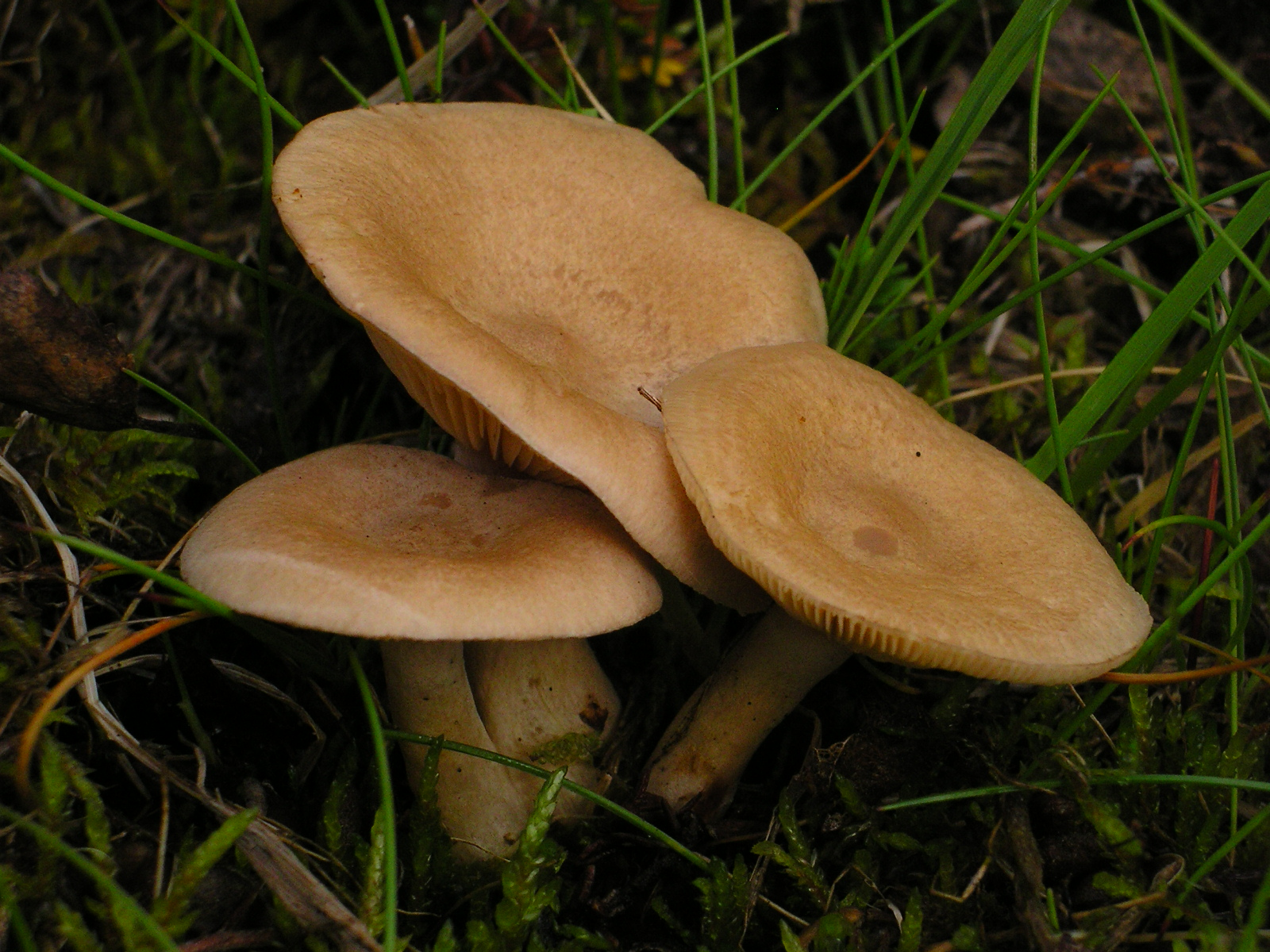
Lactarius glyciosmus

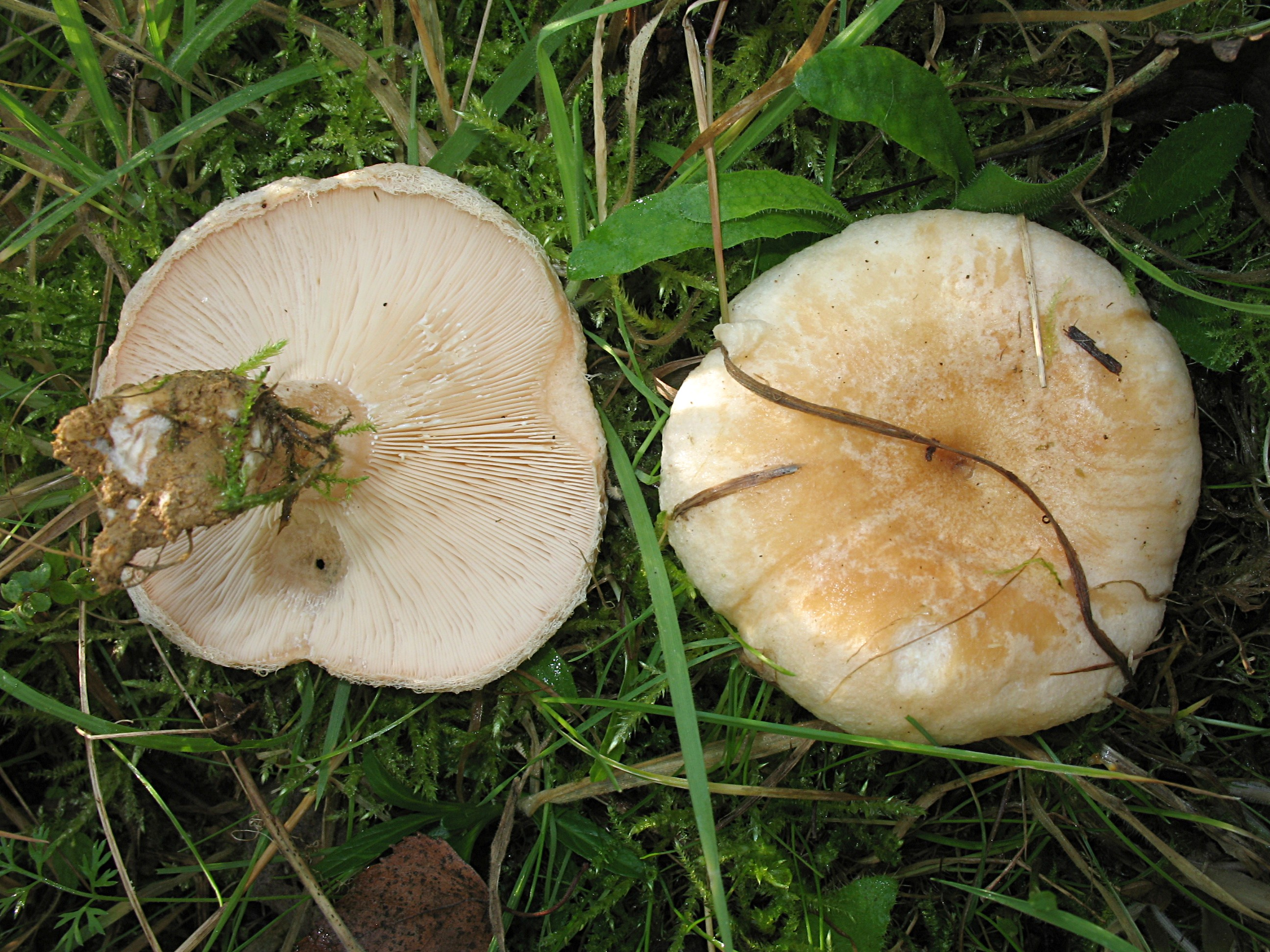
!!Lactarius pubescens!!
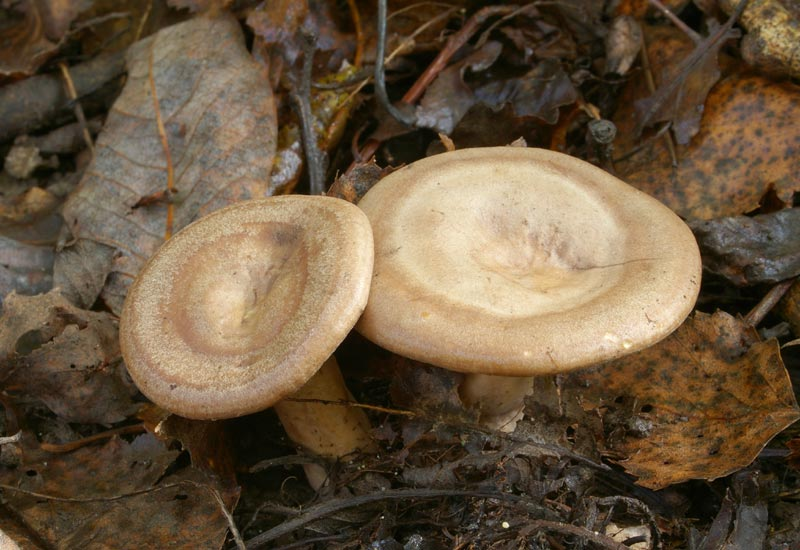
!Lactarius pyrogalus!
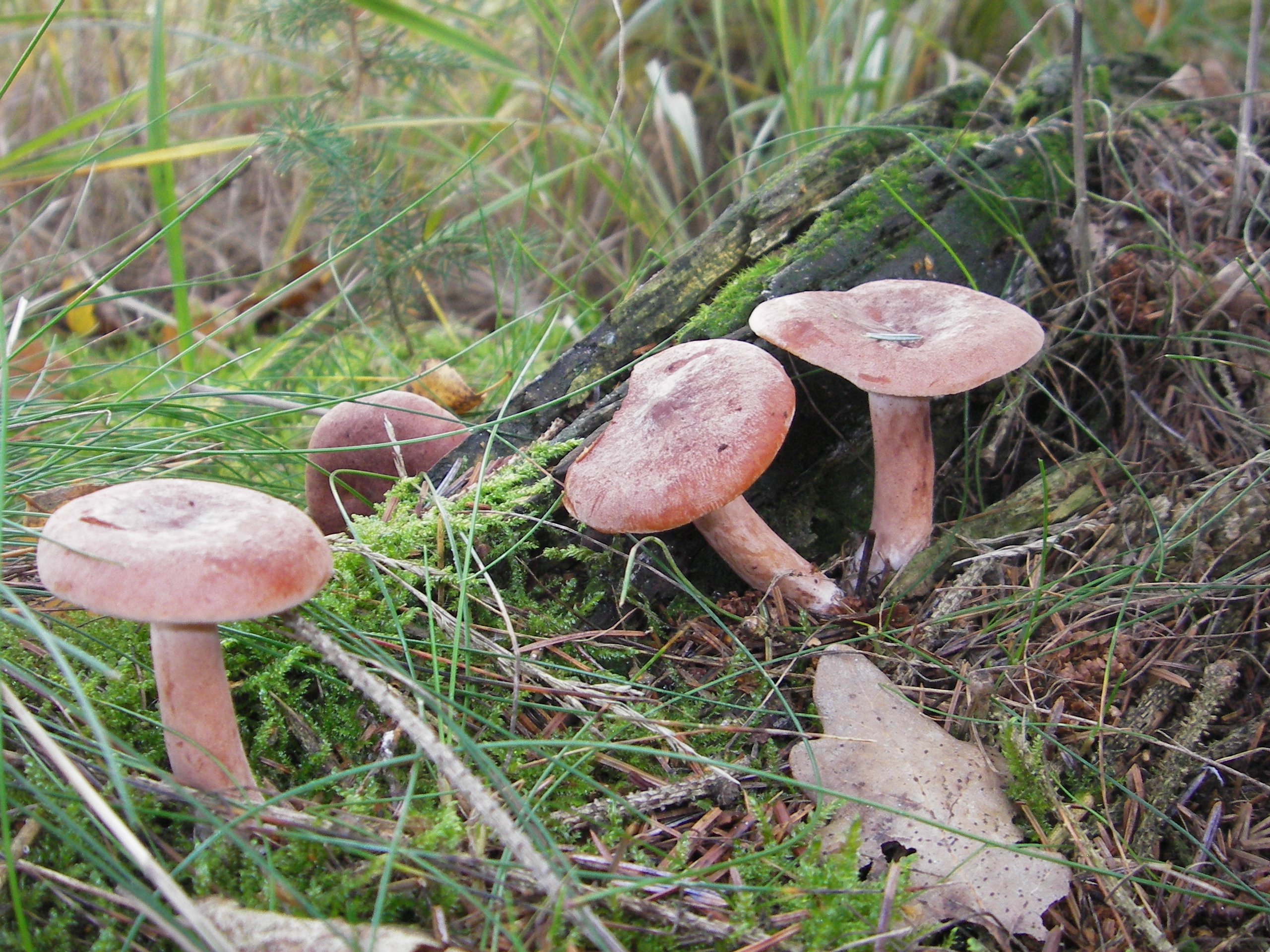
!Lactarius rufus!
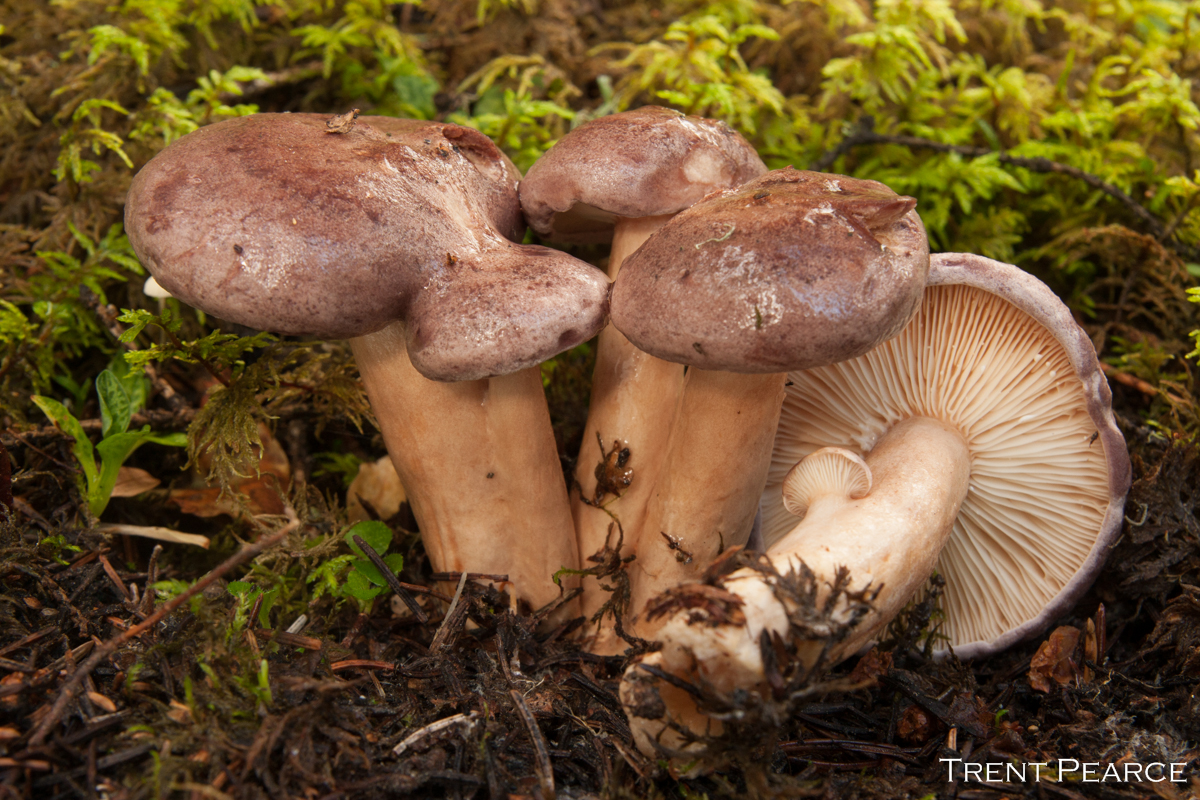
!Lactarius trivialis!
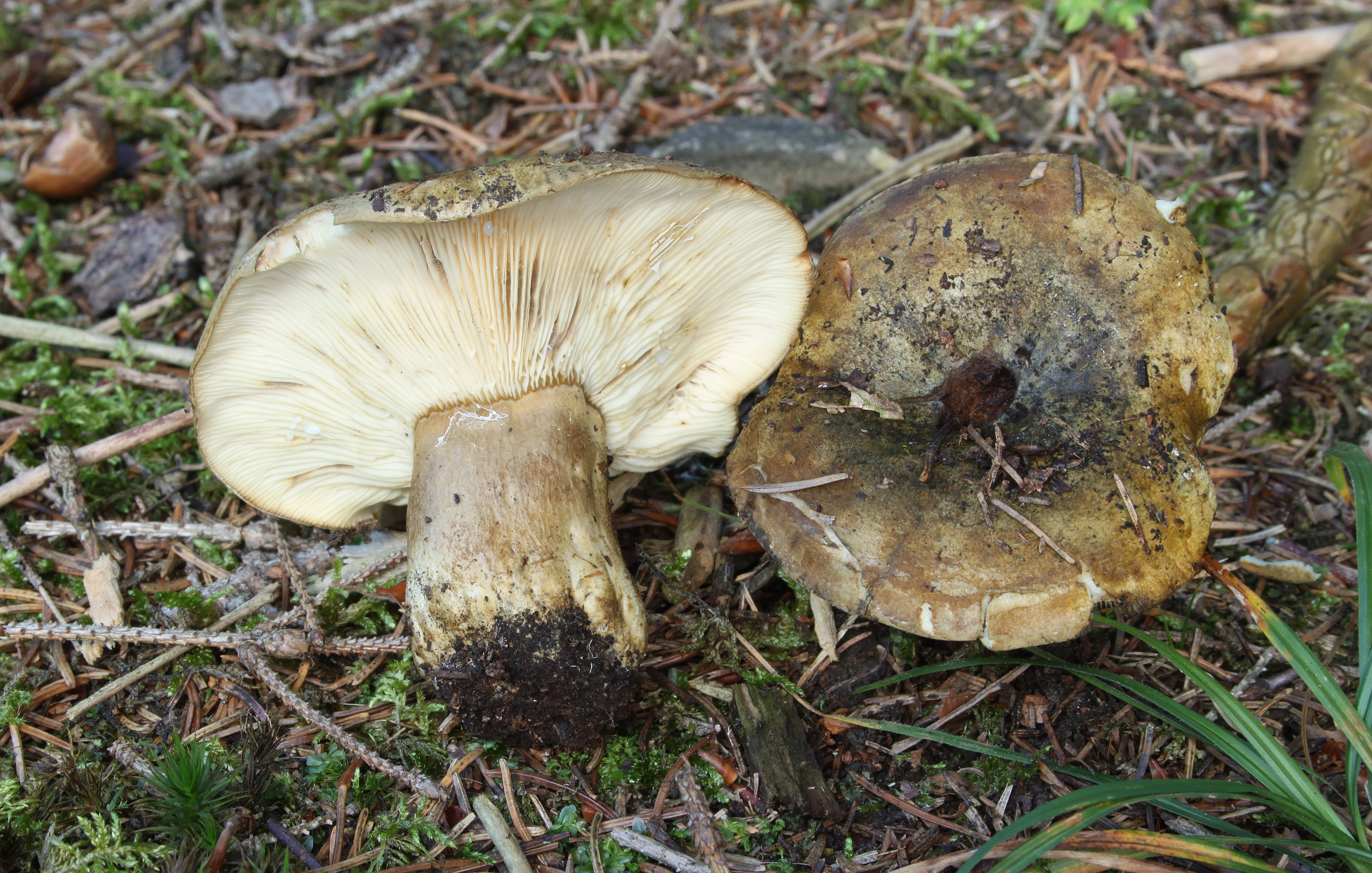
!!!Lactarius turpis!!!
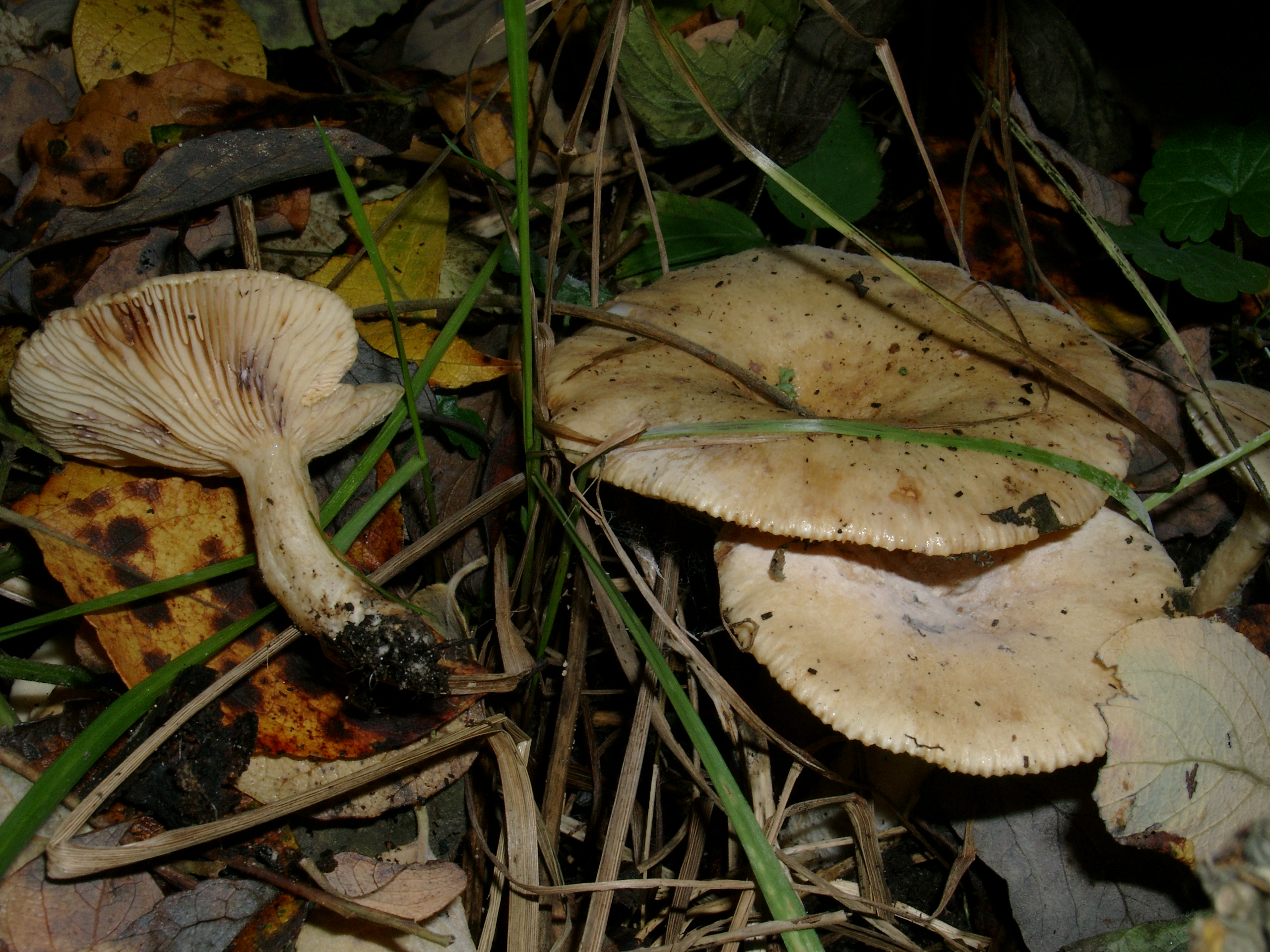
!Lactarius uvidus!
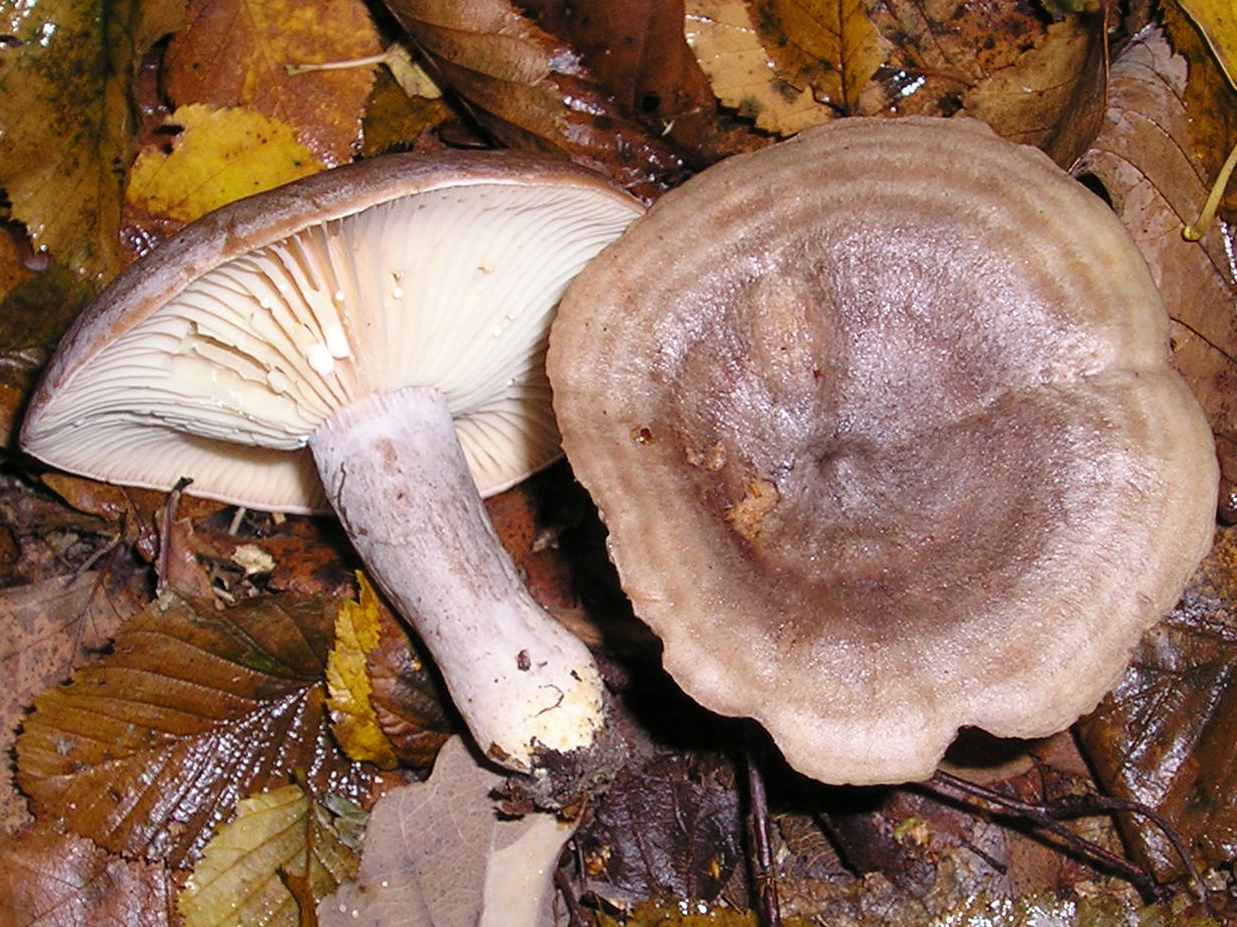
!Lactarius vietus!
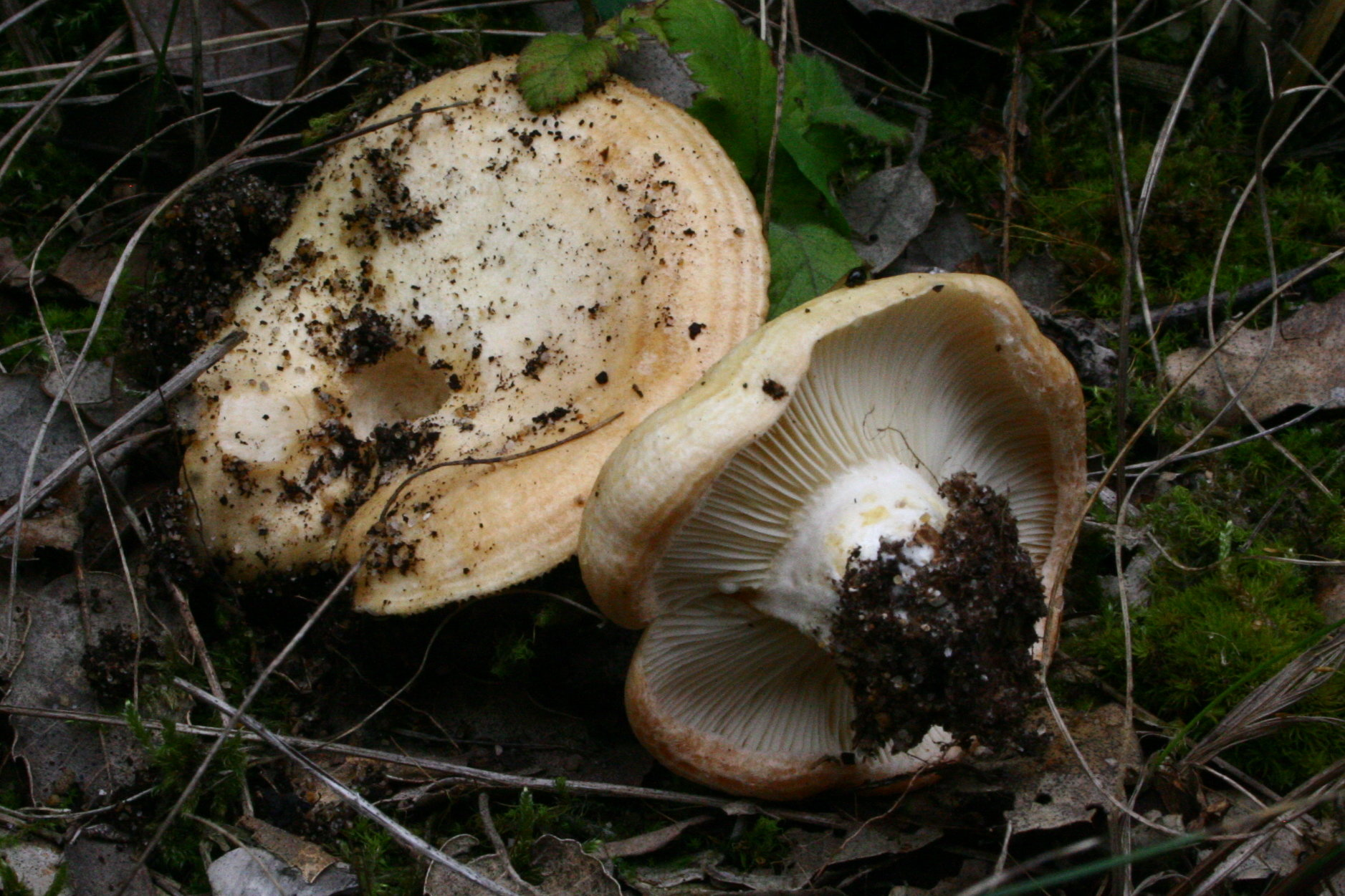
!Lactarius zonarius!

## Valorificare
Buretele acru este în mod normal, necomestibil din cauza gustului său dezgustător și extrem de iute. Realmente ciuperca este consumată după însilozare în Scandinavia și în Europa de Est în (Polonia, Ucraina sau Rusia).
Polizaharidele extrase din cultura miceliană a lui Lactarius acris și administrate intraperitoneal la șoareci albi la o doză de 300 mg/kg, au inhibat creșterea cancerelor Sarcoma180 (o linie celulară de celule canceroase de șoarece derivate dintr-o tumoare de țesut moale a unui șoarece elvețian, cunoscut pentru agresivitatea sa după transplant, cauzând mortalitatea într-un interval de timp de la câteva săptămâni până la câteva luni) și Ehrlich solid cancer (un model experimental de tumoră de șoarece care nu metastaziază) la Murinae cu 100%.